# Dirk Vijnck
Dirk Vijnck (Sint-Truiden, 22 augustus 1972) is een Belgisch politicus voor de Lijst Dedecker (LDD).

## Levensloop
Dirk Vijnck werd beroepshalve arbeider. 
Hij werd voorzitter van de VLD-afdeling in Landen. Hij verhuisde vervolgens naar Zoutleeuw en werd politiek actief voor Lijst Dedecker (LDD). Voor deze partij werd hij in 2007 verkozen tot lid van de Kamer van volksvertegenwoordigers voor de kieskring Leuven. Vijnck zetelde tot in 2010 en stond bij de verkiezingen toen als laatste opvolger op de lijst.
In 2009 verliet hij voor korte tijd de LDD, omdat partijvoorzitter Jean-Marie Dedecker toenmalig minister Karel De Gucht en zijn gezin zou hebben laten schaduwen door een privé-detective. Hij werd lid van  Open VLD, maar keerde al na enkele weken terug bij de LDD, omdat zijn opstap ervoor zou zorgen dat die partij terug zou vallen naar vier Kamerleden en daardoor haar dotatie (jaarlijkse overheidstoelage) zou verliezen.